# Donne nel jazz

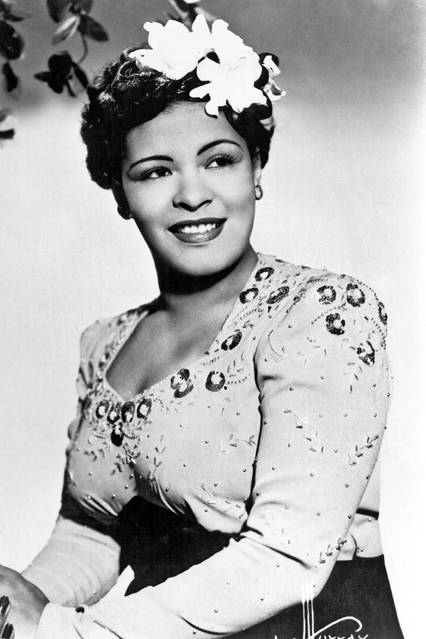
Billie Holiday nel 1945

Musiciste donne hanno contribuito nel corso di varie epoche alla storia del jazz. Mentre sono numerosi gli esempi di cantanti jazz di successo di genere femminile come Billie Holiday o Ella Fitzgerald, molto più rari sono gli esempi di strumentiste, compositrici o bandleader che abbiano ottenuto un riconoscimento paragonabile a quello dei colleghi uomini.

## Storia

### Stati Uniti
Con il suffragio femminile al suo apice con la ratifica del diciannovesimo emendamento degli Stati Uniti il 18 agosto 1920 e lo sviluppo della flapper, la ragazza emancipata liberata, le donne iniziarono ad avere una affermazione all'interno della società. Nel corso dell'età del jazz le donne occuparono una parte maggiore della forza lavoro dopo la fine della prima guerra mondiale, ottenendo così una maggiore indipendenza. Nella Età del jazz e durante gli anni '30, gruppi esclusivamente femminili come le Blue Belles, le Parisian Redheads (poi Bricktops), la All-Girl Band di Lil Hardin Armstrong, The Ingenues, le Harlem Playgirls, guidate da artisti del calibro di Neliska Ann Briscoe e Eddie Crump, le International Sweethearts of Rhythm, le Musical Sweethearts di Phil Spitalny, "Helen Lewis and Her All-Girl Jazz Syncopators" e le "Helen Lewis and her Rhythm Queens" erano popolari. C'erano molte più possibilità per le donne in termini di vita sociale e di intrattenimento. Idee come l'uguaglianza e una sessualità più libera cominciarono a diffondersi e le donne assunsero nuovi ruoli. Gli anni venti videro l'emergere di molte famose donne musiciste tra cui la cantante blues afroamericana Bessie Smith (1894-1937). Negli anni '20, le donne che cantavano musica jazz non erano molte, ma le donne che suonavano strumenti nella musica jazz erano ancora meno comuni. Mary Lou Williams, nota per il suo talento come pianista, è considerata una delle "madri del jazz" grazie al suo canto mentre suona il pianoforte allo stesso tempo.
Lovie Austin (1887-1972) è stata una pianista e bandleader. La pianista Lil Hardin Armstrong (1898-1971) era originariamente un membro della band di King Oliver con Louis Armstrong e ha continuato a suonare il pianoforte nella band di Armstrong gli Hot Five e poi nel suo gruppo successivo, gli Hot Seven. Valaida Snow (1904-1956) divenne così famosa come trombettista che era conosciuta come "Little Louis".
Fu solo negli anni 1930 e 1940 che molte cantanti jazz come Billie Holiday furono riconosciute come artiste di successo nel mondo della musica. La musica di Billie Holiday salì alla fama dopo la Grande Depressione. Lei, insieme a diversi artisti maschi, ha aggiunto un nuovo sapore ai suoni del jazz che divenne noto come musica swing. Questa musica ha comportato un uso più intenso di una banda di strumenti e molti artisti hanno quindi iniziato a suonare musica oltre a già cantare. Queste donne erano ostinate nel tentativo di far conoscere i loro nomi nell'industria musicale e aprire la strada a molte altre artiste a venire.
Nonostante l'ambito del songwriting sia stato a lungo dominato dagli uomini, esistono esempi di donne che hanno composto o scritto testi per canzoni entrate nel repertorio jazzistico.
Sebbene la scrittura di canzoni jazz sia stata a lungo un campo dominato dagli uomini, ci sono state alcune importanti cantautrici jazz. Irene Higginbotham (1918-1988) ha scritto quasi 50 canzoni, la sua più nota è Good Morning Heartache. Ann Ronell (1905-1993) è nota per la sua canzone di successo del 1932 Willow Weep for Me e per la canzone Disney del 1933 Who's Afraid of the Big Bad Wolf?. Dorothy Fields (1905-1974) scrisse i testi di più di 400 canzoni, alcune delle quali furono suonate da Duke Ellington. Ha scritto, con Jerome Kern, The Way You Look Tonight, che vinse l'Oscar alla migliore canzone nel 1936. Con Jimmy McHugh, invece, ha realizzato diversi brani divenuti standar come Exactly Like You, On the Sunny Side of the Street e I Can't Give You Anything but Love, Baby.
La canzone più famosa di Lil Hardin Armstrong, "Struttin' with Some Barbecue", è stata registrata 500 volte. Le sue altre canzoni degne di nota sono "Doin' the Suzie Q", "Just for a Thrill" e "Bad Boy". Sebbene Billie Holiday sia meglio conosciuta come cantante, ha scritto con Arthur Herzog Jr. "God Bless the Child" e "Don't Explain" e ha scritto la canzone blues "Fine and Mellow".

## Attivismo
All'interno della prima industria del jazz, possedere la mascolinità era vista come una preferenza che faceva sì che le donne nel jazz lottassero per il riconoscimento. Molti musicisti iniziarono a considerare la discussione sulla disuguaglianza dall’aspetto musicale e ad applicare quegli stessi concetti per diventare attivisti. Molte donne nel jazz erano attiviste per l'uguaglianza di genere o per l'uguaglianza razziale e spesso per entrambe. Una volta che la musica jazz passò dagli anni '20 agli anni '50, molte artiste nere iniziarono a cantare più nello stile del blues R&B che del folk jazz.
Nina Simone è stata acclamata come un importante precedente per altri artisti, poiché ha modellato quello che è stato chiamato il nuovo stile del jazz. Il suo stile era anche intorno al periodo del popolare Movimento per i diritti civili che raggiunse il suo apice alla fine degli anni 1950 e continuò per tutti gli anni '60. Nel 1964, Simone si esibì alla Carnegie Hall davanti a un pubblico tutto bianco. Una delle canzoni che scelse di cantare fu "Mississippi Goddam", che esponeva l'ingiustizia razziale dei neri che vivevano in Mississippi, Alabama e Tennessee. Sebbene fosse un pubblico tutto bianco, molti degli ascoltatori hanno risposto con interesse e preoccupazione piuttosto che con critiche, il che ha aggiunto un altro livello alla cultura del jazz nell'era dei diritti civili. Il jazz divenne un concetto unificante tra razze e culture contrastanti e gli inni popolari di Simone continuarono a essere un prodotto delle questioni relative al movimento per i diritti civili e delle ingiustizie che venivano mostrate.
Billie Holiday era un'altra famosa cantante jazz che fornì un'idea efficace al Movimento per i Diritti Civili nella sua canzone "Strange Fruit". Attraverso una narrazione emotiva e metaforica, la canzone della Holiday descrive la visione e la dura realtà dei neri linciati a causa del razzismo. Lei eseguiva la canzone quasi ogni sera in cui saliva sul palco, trasformandola così in una melodia popolare. Questa melodia iniziò lentamente ad essere fortemente associata alle proteste per i diritti civili e fu spesso utilizzata da noti attivisti come Malcolm X.

## Ruolo delle donne
Storicamente le interpreti di jazz sono state per lo più cantanti, tra cui Ella Fitzgerald (1917-1996), Billie Holiday (1915-1959) Bessie Smith (1894-1937), Carmen McRae (1920–1994), Dinah Washington (1924–1963), Sarah Vaughan (1924–1990), Betty Carter (1929–1998), Anita O'Day (1919–2006), Abbey Lincoln (1930–2010), Nancy Wilson (1937–2018), Diane Schuur (n. 1953), Diana Krall (n. 1964), e Gretchen Parlato (n. 1976). Tuttavia, ci sono molte donne strumentiste, che sono notevoli artiste. In alcuni casi, queste musiciste sono anche compositrici e bandleader: 
- Beegie Adair (pianoforte, arrangiatrice e compositrice)
- Toshiko Akiyoshi (pianoforte, compositrice, e bandleader)
- Melissa Aldana (sassofono tenore, e bandleader)
- Geri Allen (pianoforte, compositrice, e bandleader)
- Lil Hardin Armstrong (pianoforte, compositrice, arrangiatrice, e bandleader)
- Lynne Arriale (pianoforte, compositrice, e bandleader)
- Dorothy Ashby (arpa, compositrice, e bandleader)
- Lovie Austin (pianoforte e bandleader)
- Judy Bailey (pianoforte, compositrice, bandleader)
- Sweet Emma Barrett (pianoforte)
- Carla Bley (pianoforte, compositrice, e bandleader)
- Jane Ira Bloom (soprano sassofono, compositrice, e bandleader)
- Joanne Brackeen (pianoforte, compositrice]
- Jane Bunnett (sassofono, flauto, pianoforte, e bandleader)
- Judy Carmichael (pianoforte, bandleader, e cantante)
- Terri Lyne Carrington (batteria)
- Barbara Carroll (pianoforte, bandleader)
- Regina Carter (violino jazz)
- Anat Cohen (clarinetto, sassofoni tenore e soprano e bandleader)
- Alice Coltrane (arpa, compositrice, e bandleader)
- Roxy Coss (sassofono, flauto)
- Blossom Dearie (pianoforte, cantante, e bandleader)
- Dena DeRose (pianoforte, cantante)
- Dorothy Donegan (pianoforte, cantante)
- Eliane Elias (pianoforte, cantante, compositrice, arrangiatrice)
- Mimi Fox (chitarra, e bandleader)
- Champian Fulton (pianoforte, cantante, compositrice, e bandleader)
- Scheila Gonzalez (sassofoni, legni)
- Mary Halvorson (chitarra, e bandleader)
- Jutta Hipp (pianoforte)
- Shirley Horn (pianoforte, cantante)
- Bobbi Humphrey (flauto)
- Margie Hyams (pianoforte, e vibrafono)
- Ingrid Jensen (tromba)
- Dolly Jones (tromba)
- Yōko Kanno (compositrice, arrangiatrice, e bandleader)
- Andrea Keller (pianoforte, compositrice)
- Grace Kelly (sassofono)
- Joelle Khoury (pianoforte e compositrice)
- Jeanette Kimball (pianoforte)
- Kristin Korb (basso, cantante, bandleader, e compositrice)
- Diana Krall (pianoforte, cantante, e bandleader)
- Katia Labeque (pianoforte)
- Melba Liston (trombone, arrangiatrice, compositrice, e bandleader)
- Marilyn Mazur (batteria, percussioni)
- Marian McPartland (pianoforte, compositrice, e bandleader)
- Myra Melford (pianoforte, compositrice, e bandleader)
- Amina Claudine Myers (pianoforte, organo, e compositrice)
- Linda Oh (basso, compositrice, e bandleader)
- Mary Osborne (chitarra, e bandleader)
- Nicki Parrott (basso, cantante, e bandleader)
- Ann Patterson (sassofoni, legni)
- Billie Pierce (pianoforte)
- Terry Pollard (pianoforte, vibrafono, e bandleader)
- Vi Redd (sassofono contralto, e bandleader)
- Emily Remler (chitarra, e bandleader)
- Renee Rosnes (pianoforte, compositrice, arrangiatrice, e bandleader)
- Stacy Rowles (tromba)
- Patrice Rushen (pianoforte, compositrice, arrangiatrice, e bandleader)
- Gaea Schell (pianoforte, flauto, compositrice)
- Maria Schneider (compositrice, arrangiatrice, e bandleader)
- Hazel Scott (classical pianoforte, cantante, e attrice)
- Nina Simone (pianoforte, cantante, e bandleader)
- Esperanza Spalding (bassista, cantante, e compositrice)
- Riyoko Takagi (pianoforte, compositrice, e bandleader)
- Barbara Thompson (sassofonista, flutist e compositrice)
- Hiromi Uehara (pianoforte, compositrice, e bandleader)
- Mary Lou Williams (pianoforte, arrangiatrice, bandleader, compositrice)

Ci sono stati anche gruppi jazz esclusivamente femminili, come The International Sweethearts of Rhythm.

## Fattori che contribuiscono ad una minore partecipazione e riconoscimento
Secondo Jessica Duchen, scrittrice musicale per il quotidiano londinese The Independent, le musiciste vengono "troppo spesso giudicate per il loro aspetto, piuttosto che per il loro talento", e subiscono pressioni "per apparire sexy sul palco e nelle foto". La Duchen afferma che mentre "[ci] sono donne musiciste che rifiutano di suonare in base al loro aspetto,... quelle che lo fanno tendono ad avere più successo materiale". Secondo Edwina Wolstencroft, redattrice di BBC Radio 3 nel Regno Unito, l'industria musicale è da tempo aperta ad avere donne in ruoli di spettacolo o intrattenimento, ma le donne hanno molte meno probabilità di ricoprire posizioni autorevoli, come essere bandleader. Nella musica popolare, mentre ci sono molte cantanti donne che registrano canzoni, ci sono pochissime donne dietro la console audio che agiscono come produttrici musicali, le persone che dirigono e gestiscono il processo di registrazione.
"Solo poche delle molte donne [cantautrici] in America hanno pubblicato e ascoltato la loro musica durante la fine del XIX e l'inizio del XX secolo." Secondo Richard A. Reublin e Richard G. Beil, la "mancanza di menzione delle donne [cantautrici] è un'omissione lampante e imbarazzante nel nostro patrimonio musicale." Le donne "hanno lottato per scrivere e pubblicare musica nel mondo maschile di Tin Pan Alley del XX secolo. Prima del 1900 e anche dopo il 1900, ci si aspettava che "le donne eseguissero musica, non che facessero musica." Nel 1880, il critico musicale di Chicago George P. Upton scrisse Women In Music, in cui sosteneva che "le donne mancavano della creatività innata per comporre buona musica" a causa della "predisposizione biologica". Più tardi fu accettato che le donne avrebbero avuto un ruolo nell'educazione musicale, e furono coinvolte in questo campo "a un livello tale che le donne dominarono l'educazione musicale durante la seconda metà del XIX secolo e fino al XX secolo." La "musica secolare in stampa in America prima del 1825 mostra solo circa 70 opere di donne." A metà del XIX secolo, emersero importanti cantautrici, tra cui Faustina Hasse Hodges, Susan Parkhurst, Augusta Browne e Marion Dix Sullivan. Nel 1900 c'erano molte più cantautrici donne, ma "molte erano ancora costrette a usare pseudonimi o iniziali" per nascondere il fatto che erano donne.
Tuttavia, negli ultimi tempi, le donne hanno utilizzato la musica jazz anche per creare movimenti e consapevolezza sul sessismo e sulla misoginia all’interno dell’industria del jazz. Un gruppo di donne chiamato "We Have a Voice Collective" mira a portare attenzione e apprezzamento per le donne associate alla musica jazz del passato e del presente.